# Evarcha culicivora
Evarcha culicivora (лат.) — вид пауков семейства пауки-скакуны (Salticidae). В английском языке он также называется «паук-вампир», т. к. косвенно кормится кровью позвоночных.

## Распространение
Встречается в Кении и Уганде, вокруг озера Виктория, особенно вблизи человеческого жилья.

## Образ жизни
Охотится на добычу в стволах деревьев и в зданиях, подбираясь к ней как можно ближе. Атака на добычу длится 0,04 сек. Этот вид пауков обладает хорошо развитыми зрением (глаза различают предметы с угловым размером ≈0,04°) и обонянием и при наличии выбора в 83% случаев выбирает самок москитов — насекомые, насытившиеся кровью, приобретают более привлекательный для этих пауков запах. Их, как и комаров, привлекает запах человеческого пота, и они инстинктивно тянутся туда же, куда и их жертвы.
Этот паук охотится в основном на Anopheles gambiae — основного переносчика малярии в регионе.
Также питаются нектаром растений лантана сводчатая и клещевина обыкновенная, которые привлекают пауков своим запахом и используются ими в качестве мест для ухаживания. Самцы имеют длину тела 3–6 мм, самки — 4–7 мм. Самцы используют разные тактики ухаживания в зависимости от местоположения самки и степени зрелости. Оба пола являются каннибалами, во время ухаживания самцы чаще убивают самок, чем наоборот.